# Puzowo
Puzowo (biał. Пузава; ros. Пузово) – wieś na Białorusi, w obwodzie witebskim, w rejonie brasławskim, w sielsowiecie Widze.

## Historia
W czasach zaborów w granicach powiatu nowoaleksandrowskiego Imperium Rosyjskiego.
W latach 1921–1945 wieś leżała w Polsce, w województwie nowogródzkim (od 1926 w województwie wileńskim), w powiecie brasławskim, w gminie Widze.
Według Powszechnego Spisu Ludności z 1921 roku zamieszkiwało tu 176 osób, 162 było wyznania rzymskokatolickiego, 2 prawosławnego a 5 staroobrzędowego. Jednocześnie 171 mieszkańców zadeklarowało polską przynależność narodową a 5 inną. Było tu 39 budynków mieszkalnych. W 1931 w 36 domach zamieszkiwało 156 osób.
Miejscowość należała do parafii rzymskokatolickiej w Widzach. Podlegała pod Sąd Grodzki w m. Turmont i Okręgowy w Wilnie; właściwy urząd pocztowy mieścił się w Widzach.